# Pres-Nimes Ekwona
Pres–Nimes Ekwona (ur. 22 czerwca 1948) – nauruański polityk, były członek parlamentu, były sekretarz generalny Nauruańskiego Komitetu Olimpijskiego oraz działacz sportowy.
W wyborach parlamentarnych w 2003 roku, Ekwona uzyskał mandat poselski (z okręgu Yaren). Ponownie startował w wyborach w 2004 i w kwietniowych wyborach z 2010 roku, jednak w wyniku tych wyborów znalazł się poza izbą.
Ekwona jest sekretarzem Nauruańskiej Federacji Golfa oraz prezydentem Nauruańskiego Związku Kolarskiego (stan na 22 sierpnia 2012 roku). Podczas Letnich Igrzysk Olimpijskich w Sydney, był menedżerem zespołu nauruańskiego. Niegdyś trenował także zawodników z lokalnego klubu Aces (futbol australijski).